# Ferdinand Maria Innozenz von Bayern

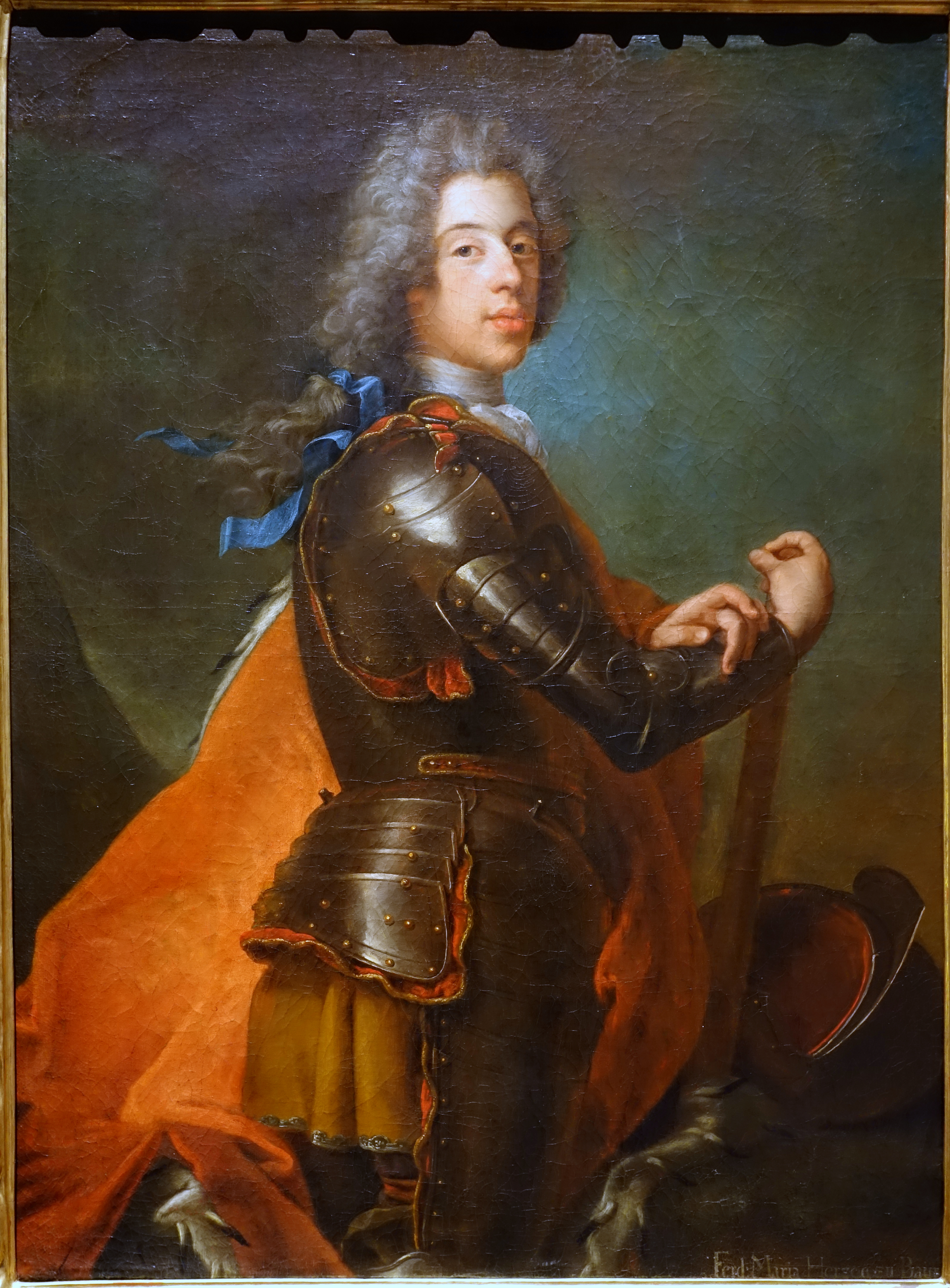
Prinz Ferdinand Maria Innozenz von Bayern

Ferdinand Maria Innozenz Joseph Michael von Bayern (* 5. August 1699 in Brüssel; † 9. Dezember 1738 in München) war ein bayerischer Prinz und kaiserlicher Generalfeldmarschall.

## Leben
Ferdinand Maria Innozenz war ein Sohn des Kurfürsten Maximilian II. Emanuel von Bayern (1662–1726) aus dessen Ehe mit Therese Kunigunde (1676–1730), Tochter des polnischen Königs Johann III. Sobieski. Er war unter anderem ein Bruder von Kaiser  Karl VII. und des Kölner Erzbischofs Clemens August von Bayern. 
Durch seine Heirat erlangte er umfangreiche Besitzungen in Böhmen, darunter Reichstadt. In kaiserlichen Diensten wurde Ferdinand Maria Innozenz 1738 kaiserlicher Generalfeldmarschall und Reichsgeneralfeldzeugmeister. Seine Grabstätte befindet sich in der Theatinerkirche.

## Ehe und Nachkommen
Ferdinand Maria Innozenz heiratete am 5. Februar 1719 in Reichstadt Anna Maria (1693–1751), Tochter des Pfalzgrafen Philipp Wilhelm August von Neuburg, mit der er folgende Kinder hatte:
- Maximilian Joseph Franz (1720–1738)
- Klemens Franz de Paula (1722–1770)

⚭ 1742 Pfalzgräfin Maria Anna von Pfalz-Sulzbach (1722–1790)
- Theresia Emanuela (1723–1743)

aus der Verbindung mit Gräfin Marie Adelheid Fortunata von Spaur (1694–1781), Schwester des späteren bayerischen Hofbischofs Joseph Ferdinand Guidobald von Spaur, hatte Ferdinand Maria einen weiteren außerehelich geborenen Sohn:
- Joseph Ferdinand (1718–1805), Graf von Salern

⚭ 1. 1753 Gräfin Marie Mechthildis von Törring (1734–1764)
⚭ 2. 1766 Gräfin Josepha von La Rosee († 1772)

## Ahnentafel
| Ahnentafel von Ferdinand Maria von Bayern | Ahnentafel von Ferdinand Maria von Bayern                                                             | Ahnentafel von Ferdinand Maria von Bayern                                                             | Ahnentafel von Ferdinand Maria von Bayern                                                             | Ahnentafel von Ferdinand Maria von Bayern                                                             | Ahnentafel von Ferdinand Maria von Bayern                                                                        | Ahnentafel von Ferdinand Maria von Bayern                                                                        | Ahnentafel von Ferdinand Maria von Bayern                                                                        | Ahnentafel von Ferdinand Maria von Bayern                                                                        |
| ----------------------------------------- | --- | --- | --- | --- | --- | --- | --- | --- |
| Ururgroßeltern                            | Herzog Wilhelm V. von Bayern (1548–1626) ⚭ 1568 Renata von Lothringen (1544–1602)                     | Kaiser Ferdinand II. (1578–1637) ⚭ 1600 Maria Anna von Bayern (1574–1616)                             | Herzog Karl Emanuel I. von Savoyen (1562–1630) ⚭ 1585 Katharina Michaela von Spanien (1567–1597)      | König Heinrich IV. von Frankreich (1553–1610) ⚭ 1600 Maria de’ Medici (1575–1642)                     | Marek Sobieski (1548/50–1605) ⚭ Jadwiga Snopkowska (1556/59–1588/89)                                             | Jan Daniłowicz (1570–1628) ⚭ Zofia Żółkiewska (1590–1634)                                                        | Antoine de La Grange d'Arquien ⚭ Anne d'Ancienville                                                              | Baptiste de La Châtre of Bruillebault ⚭ Gabrielle Lamy                                                           |
| Urgroßeltern                              | Kurfürst Maximilian I. von Bayern ⚭ 1635 Erzherzogin Maria Anna von Österreich (1610–1665)            | Kurfürst Maximilian I. von Bayern ⚭ 1635 Erzherzogin Maria Anna von Österreich (1610–1665)            | Herzog Viktor Amadeus I. von Savoyen (1587–1637) ⚭ 1619 Christina von Frankreich (1606–1663)          | Herzog Viktor Amadeus I. von Savoyen (1587–1637) ⚭ 1619 Christina von Frankreich (1606–1663)          | Jakub Sobieski (1590–1646) ⚭ 1627 Zofia Teofillia Daniłowicz (1607–1661)                                         | Jakub Sobieski (1590–1646) ⚭ 1627 Zofia Teofillia Daniłowicz (1607–1661)                                         | Henri Albert de La Grange d'Arquien (1613–1707) ⚭ Françoise de la Châtre                                         | Henri Albert de La Grange d'Arquien (1613–1707) ⚭ Françoise de la Châtre                                         |
| Großeltern                                | Kurfürst Ferdinand Maria von Bayern (1636–1679) ⚭ 1652 Henriette Adelheid von Savoyen (1636–1676)     | Kurfürst Ferdinand Maria von Bayern (1636–1679) ⚭ 1652 Henriette Adelheid von Savoyen (1636–1676)     | Kurfürst Ferdinand Maria von Bayern (1636–1679) ⚭ 1652 Henriette Adelheid von Savoyen (1636–1676)     | Kurfürst Ferdinand Maria von Bayern (1636–1679) ⚭ 1652 Henriette Adelheid von Savoyen (1636–1676)     | König Johann III. Sobieski von Polen (1629–1696) ⚭ 1665 Marie Casimire Louise de la Grange d’Arquien (1641–1716) | König Johann III. Sobieski von Polen (1629–1696) ⚭ 1665 Marie Casimire Louise de la Grange d’Arquien (1641–1716) | König Johann III. Sobieski von Polen (1629–1696) ⚭ 1665 Marie Casimire Louise de la Grange d’Arquien (1641–1716) | König Johann III. Sobieski von Polen (1629–1696) ⚭ 1665 Marie Casimire Louise de la Grange d’Arquien (1641–1716) |
| Eltern                                    | Kurfürst Maximilian II. Emanuel von Bayern (1662–1726) ⚭ 1695 Therese Kunigunde von Polen (1676–1730) | Kurfürst Maximilian II. Emanuel von Bayern (1662–1726) ⚭ 1695 Therese Kunigunde von Polen (1676–1730) | Kurfürst Maximilian II. Emanuel von Bayern (1662–1726) ⚭ 1695 Therese Kunigunde von Polen (1676–1730) | Kurfürst Maximilian II. Emanuel von Bayern (1662–1726) ⚭ 1695 Therese Kunigunde von Polen (1676–1730) | Kurfürst Maximilian II. Emanuel von Bayern (1662–1726) ⚭ 1695 Therese Kunigunde von Polen (1676–1730)            | Kurfürst Maximilian II. Emanuel von Bayern (1662–1726) ⚭ 1695 Therese Kunigunde von Polen (1676–1730)            | Kurfürst Maximilian II. Emanuel von Bayern (1662–1726) ⚭ 1695 Therese Kunigunde von Polen (1676–1730)            | Kurfürst Maximilian II. Emanuel von Bayern (1662–1726) ⚭ 1695 Therese Kunigunde von Polen (1676–1730)            |
| Ferdinand Maria von Bayern                | | | | | | | | |